# Another Code: Two Memories
Another Code: Two Memories (アナザーコード ２つの記憶 Anazā Kōdo Futatsu no Kioku?), titulado Trace Memory en América, es un videojuego de aventura gráfica desarrollado por Cing y publicado por Nintendo para Nintendo DS. Es el primer juego de aventura gráfica en salir para la portátil, llegando al mercado japonés en febrero de 2005, a Europa en junio de 2005 y a Norteamérica en septiembre de 2005.

## Historia

### Prólogo
Richard Robins era un científico dedicado a la biométrica y Sayoko Robins, una competente neurobióloga. Ambos se conocieron cuando trabajaban en uno de los laboratorios secretos del gobierno.
En 1991, Richard y Sayoko se convirtieron en los padres de una niña, cumpliendo uno de los deseos que siempre habían tenido. La llamaron Ashley.
Ashley creció rodeada por el amor de sus padres, pero al cumplir los tres años, la tragedia se cernió sobre la familia Robins. Durante los siguientes once años, lo que ocurrió aquella noche siguió siendo un misterio...
Ashley se ha convertido en una joven de 13 años con unos preciosos ojos negros y vive con su tía Jessica, pensando que sus padres murieron en un accidente.
Jessica es muy cariñosa con Ashley, pero cuando esta le preguntaba qué le ocurrió a sus padres, Jessica siempre permanecía en silencio mientras las lágrimas recorrían sus mejillas. A Ashley le apenaba mucho ver a su tía tan triste, por lo que decidió no volver a hablar más del asunto, a pesar de lo mucho que echaba de menos a sus padres.
Los recuerdos de Ashley cuando tenía tres años solían regresar a su mente en la forma de un sueño turbador: dormida en un lugar oscuro, cansada de llorar, sentía como alguien abría la puerta y entraba en la habitación llamándola por su nombre. Pero cuando Ashley tocaba la mano de esa persona, siempre se despertaba sin llegar a verle el rostro.
Poco antes de cumplir catorce años, Ashley recibió un misterioso paquete de remitente desconocido. El paquete contenía un dispositivo electrónico y una carta que decía:
"Mi querida Ashley:
Me gustaría pasar contigo tu 14 cumpleaños. Te espero en la isla de Blood Edward.
Tu padre, Richard."
Sorprendida al ver el nombre de su padre al final del mensaje, Ashley miró extrañada a Jessica mientras exclamaba: "¡Es... una carta de papá!"
"Richard, por fin lo acabaste", pensó Jessica para sus adentros mientras abrazaba fuertemente a Ashley y le decía con voz temblorosa:
"Ashley, tu padre está vivo y te está esperando"
"¿Que mi padre... está vivo? ¿Y que me está esperando? ¿Qué quieres decir?"
Y mientras ponía la máquina que había mandado Richard en manos de Ashley, Jessica respondió:
"Ashley, podrás reunirte con tu padre. Y cuando lo hagas, él te lo explicará todo..."
Ashley se quedó mirando por unos instantes el aparato que Jessica le había entregado. Respiró profundamente y apretó el interruptor de encendido.

### Capítulos
- Capítulo 1: Fantasmas del pasado
- Capítulo 2: La mansión abandonada
- Capítulo 3: La presencia de Franny
- Capítulo 4: El reencuentro
- Capítulo 5: Las dos memorias
- Capítulo 6: Recuerdos perdidos
- Capítulo 7: Regreso a la luz de la Luna

## Personajes
- Ashley Mizuki Robins: Es la protagonista de la historia, una simpática e inocente joven de trece años llena de curiosidad. Se dirige a la isla de Blood Edward para averiguar si su padre, al que daba por muerto, sigue vivo en realidad. En su camino se interpondrán numerosos obstáculos, pero está decidida a encontrar a su padre, pase lo que pase, para que le cuente toda la verdad.
- Richard Robins: Es un científico y el padre de Ashley. Realizaba investigaciones sobre biométrica en el mismo laboratorio que su esposa Sayoko. Desaparecido durante once años, se ha puesto en contacto con Ashley para pedirle que acuda a reunirse con él en una misteriosa y deshabitada isla. Richard también es el inventor del DAS, el dispositivo que le envió a Ashley.
- Sayoko Robins: Es la madre de Ashley. Esta brillante neurobióloga japonesa tiene unos preciosos ojos negros y una voluntad inquebrantable. Ashley siempre había pensado que su madre murió cuando ella tenía tres años (Fue asesinada por Bill Edward).
- Jessica Robins: Es la hermana menor de Richard y profesora de química en un instituto. Puesto que era la única pariente de Richard, ella ha cuidado de Ashley durante todo este tiempo, educándola con amor y cariño. Aunque parece conocer el secreto sobre los padres de Ashley, por alguna razón no quiere desvelar el misterio.
- D.: Es el fantasma de un niño que murió hace 57 años en la isla de Blood Edward. No recuerda nada de su pasado. Conoce a Ashley cuando ésta buscaba a su padre y decide acompañarla mientras intenta recuperar su memoria. Al final del juego si logras todos los objetivos para llegar a recobrar su memoria, "D" se despide emotivamente de Ashley, y cuando cruza al más allá, Ashley se da cuenta de lo especial que es "D" para ella, y comprende que él se convirtió en su mejor amigo y en la única persona que la comprendió.
- Capitán: Es el capitán de una pequeña embarcación que transportó a Ashley y Jessica hasta la isla de Blood Edward. Poco se sabe de su pasado. Aunque de carácter terco y malhumorado, es una persona bondadosa que enseñará a Ashley a pensar sobre los sentimientos de la gente. Como curiosidad, Rosa Fox de Hotel Dusk room 215, tiene una foto de su marido en su habitación, y tiene un gran parecido al capitán, mucho más joven, y dice Rosa que hace años que no ve a su marido.

## Familia Edward
- Henry Edward: El mayor de los dos hermanos, padre de Franny y tío de D. Era pintor. Perdió el brazo derecho durante la 2ª Guerra Mundial.
- Thomas Edward: Padre de Daniel (D.), el menor de los dos hermanos. Era escritor. El heredero de toda la fortuna de Lawrence, su abuelo. Fue asesinado delante de su hijo.
- Leonard Edward: Padre de Henry y Thomas, falleció en extrañas circunstancias cuando sus hijos eran pequeños.
- Lawrence Edward: Al morir su hijo Leonard, se encargó de sus nietos y les asignó dos lujosas habitaciones: La del Pájaro de oro (Henry) y la del Pájaro de Plata (Thomas).
- Daniel Edward: Es el verdadero nombre de "D". Daniel vio morir a su padre tras recibir un disparo. Cuando estaba vivo fue un niño feliz como otro cualquiera, pero a medida que fue creciendo se le fue desarrollando un problema cardiaco, esto fue decisivo para el misterio de su muerte. Los problemas de dinero de su familia fueron la causa de la desgracia de la familia Edward.
- Franny/Frannie Edward: Hija de Henry, la mejor amiga de D. (En vida).
- Bill Edward: Asesino de la madre de Ashley Robins y ex amigo de Sayoko Robins, Richard Robins y Jessica Robins. Hijo de Franny/Frannie Edward.

## Objetos
En Another Code: Two Memories existe gran variedad de objetos, siendo el más importante el DAS o "Dual Another System" junto con otros objetos de menor importancia.

### DAS/DTS
El DAS (abreviación de "Dual Another System"; conocido como DTS o "Dual Trace System" en la versión americana) es un misterioso y pequeño aparato electrónico de mano que recibe Ashley al comienzo de la historia dentro de un paquete y junto a una carta enviado por su padre, a quien creía muerto.
El DAS tiene diversas funciones que lo llegan a hacer bastante práctico:
- Realiza, almacena y manipula fotos con el fin de recolectar pistas.
- Lee tarjetas DAS/DTS, las cuales son pequeñas "flash cards" con información de todo tipo.
- Activa Another I (Trace I) y Another II (Trace II) en una fase avanzada del juego.
- Muestra los objetos de que se dispone e información sobre los mismos.
- Permite salvar y cargar las partidas.

### Tarjetas DAS
- Tarjeta DAS 00
- Tarjeta DAS 01
- Tarjeta DAS 02
- Tarjeta DAS 901
- Tarjeta DAS 902
- Tarjeta DAS 903
- Tarjeta DAS 904
- Tarjeta DAS 905
- Tarjeta DAS 906
- Tarjeta DAS 907
- Tarjeta DAS 908
- Tarjeta DAS 991 (blanca)
- Tarjeta DAS 992 (roja)

### Otros objetos
- Bota de D.
- Otra bota de D.
- Caramelo
- Carbón vegetal
- Chocolate
- Cepillo de metal
- Cerillas
- Cuchillo oxidado
- Engranaje
- Foto de Sayoko
- Gafas
- Informe Another
- Informe quemado
- Libro con una E
- Libro con una N
- Libro con una Y
- Llave hoja
- Otra llave hoja
- Llave pájaro oro
- Llave de cuerda
- Martillo
- Mechero
- Medallón
- Oso de Peluche
- Parte informe
- Pelota béisbol
- Portada informe
- Rollo dibujado
- Sellos
- Tamborilero
- Tarjeta DAS blanca
- Tarjeta DAS roja

## Secuela y remake
Una secuela, Another Code: R, Más allá de la Memoria, fue lanzada para la consola de Nintendo Wii en 2009. Un remake del juego y su secuela titulado Another Code: Recollection, fue lanzado el 19 de enero de 2024 para la consola Nintendo Switch.

## Curiosidades
- En el videojuego Super Smash Bros. Brawl aparecen personajes de Another Code: Two Memories en la colección de pegatinas, apareciendo también un trofeo de Ashley, protagonista del juego.